# Pyrausta bouveti
Pyrausta bouveti là một loài bướm đêm trong họ Crambidae.